# Лілльський католицький університет
Лілльський католицький університет (фр. Université catholique de Lille) — недержавний вищий навчальний заклад, який дає як релігійну, так і світську освіту в різних галузях науки. Повна офіційна назва — Університетська і політехнічна федерація Лілля (фр. La Fédération universitaire et polytechnique de Lille). Розташований у місті Лілль, Франція. У 2010 році в університеті навчалося 22 660 студентів.

## Історія
Католицький університет в Ліллі був заснований в 1875 році після прийняття закону про вільну вищу освіту, який дозволяв засновувати приватні вищі навчальні заклади. Засновниками університету була група католицьких священнослужителів. Спочатку в Університеті було тільки два факультети — теології і медицини. Офіційне відкриття відбулося 15 січня 1877 року, після отримання підтвердження канонічного статусу нового Університету від Святого Престолу.
У 1880 році вийшов у світ новий закон про недержавну вищу освіту, згідно з яким приватні вищі навчальні заклади не мали права використовувати у найменуванні слово «університет», що призвело до перейменування Університету в «Католицький інститут Лілля».
У 1973 році структура навчального закладу була змінена: створено «університетську і політехнічну федерацію», яка складається з Католицького інституту і незалежних від нього вищих шкіл, інститутів та дослідницьких центрів.

## Структура
Університетська федерація об'єднує Католицький інститут Лілля, 20 вищих шкіл та інститутів, дослідницькі центри і медичний центр. Католицький інститут Лілля включає в себе 6 факультетів:
- Факультет права (La faculté libre de droit, FDL)
- Факультет медицини (La faculté libre de médecine, FLM)
- Факультет Бізнесу, Економіки та Наук (La Faculté d'Économie, Gestion & Sciences, FGES)
- Факультет мистецтва і гуманітарних наук (La faculté libre des lettres et sciences humaines, FLSH)
- Науково-технологічний факультет (La faculté libre des sciences et technologies, FLST)
- Факультет теології (La Faculté de Théologie, FT)

Двадцять вищих шкіл, які також входять в університетську федерацію, спеціалізуються на підготовці фахівців у галузі комерції, інженерії, високих технологій, медицини та інших.